# Wayne Toups
Wayne Toups (né en 1958) est un chanteur américain de musique cadienne originaire de Louisiane. Il a remporté un Grammy Award en 2013.

## Biographie
Wayne Toups est née en 1958 dans une famille de riziculteurs à Crowley, en Louisiane. Il commence à jouer de l'accordéon quand il a 13 ans et gagne rapidement commencé à gagner des concours locaux d'accordéon. Il combine musique Cajun, zydeco, R & B et rock dans un genre qu'il appelle Zydecajun. Il chante en anglais et en cajun.
Il commence à gagner de la popularité aux États-Unis vers 1984 quand il joue dans des festivals locaux tels que les Festivals Acadiens à Lafayette, en Louisiane. En 1986, il sort son album, Zydecajun. L'Association Française de Musique Cajun lui a décerné son « Song of the Year » Award en 1991 pour sa chanson Late in Life. L'album en 1995, Back to the Bayou, devient le disque le plus vendu jamais enregistré par le label indépendant de la Louisiane Swallow Records.
Il a joué avec Sammy Kershaw, George Jones, et Garth Brooks. Il a remporté un Grammy Award en 2013.

## Discographie

### Albums
| Année | Album                     | US  | Label     |
| ----- | ------------------------- | --- | --------- |
| 1979  | Cajun Paradise            |     | Sonet     |
| 1986  | Zydecajun                 |     | Mercury   |
| 1988  | Johnnie Can't Dance       |     | Mercury   |
| 1989  | Blast from the Bayou      | 183 | Mercury   |
| 1991  | Fish Out of Water         |     | Mercury   |
| 1992  | Down Home Live!           |     | MTE       |
| 1995  | Back to the Bayou         |     | Swallow   |
| 1997  | Toups                     |     | New Blues |
| 1998  | More Than Just a Little   |     | BTM       |
| 1999  | The Best of Wayne Toups   |     | New Blues |
| 2000  | Little Wooden Box         |     | Shanachie |
| 2004  | Whoever Said It Was Easy  |     | Shanachie |
| 2005  | Reflections of the Past   |     | D&R       |
| 2008  | The Essential Wayne Toups |     | New Blues |
| 2009  | Wayne Toups Live 2009     |     | Swallow   |
| 2012  | The Band Courtbouillon    |     | Valcour   |

### Singles
| Année | Single  | US Country | Album                   |
| ----- | ------- | ---------- | ----------------------- |
| 1999  | Free Me | 66         | More Than Just a Little |